# Arrecife de Arlington
Arlington Reef es uno de los principales arrecifes de coral de la Gran Barrera de Coral en el Mar de Coral. El arrecife se encuentra a unos 40 km al noreste de Cairns. El Instituto Australiano de Ciencias Marinas examinó por primera vez los corales de Arlington Reef en 1987 y posteriormente los ha estado monitoreando desde entonces.